# Thysanoessa longipes
Espèce
Thysanoessa longipes est une espèce de crustacés de la famille des Euphausiidae, faisant partie du zooplancton.